# مونا برزویی
مونا برزویی (زادهٔ ۱۹ اردیبهشت ۱۳۶۳) شاعر و ترانه‌سرای اهل ایران است. ترانه‌های عاشقانه و اجتماعی بسیاری از او با صدای خواننده‌های مختلف منتشر شده. او بعد از انتشار ترانه تقدیر در ایران ممنوع الفعالیت شد. و در مهر ۱۴۰۱ در جریان اعتراضات سراسری ایران پس از مرگ مهسا امینی دستگیر شد.

## زندگی
مونا برزویی فعالیت حرفه‌ای خود را در زمینهٔ ترانه‌سرایی از سال ۱۳۸۲ با ترانهٔ «اشک من» آغاز کرد.
او از سال ۱۳۸۷ و بعد از انتشار ترانهٔ تقدیر، بسیاری از ترانه‌هایش را در داخل ایران با نام مستعار منتشر کرده است.
مراسم رونمایی کتاب ترانه‌های او تحت عنوان «تقدیر» از انتشارات نگاه در ۲۴ شهریور ۱۳۹۳ برگزار شد.
مرکز آموزش معاونت فرهنگی و اجتماعی دانشگاه علامه طباطبایی با همکاری کانون شعر و ادب این دانشگاه، قصد داشت که کارگاهی را تحت عنوان «کارگاه تدریس ترانه‌نویسی» با حضور «مونا برزویی» برگزار کند که با حاشیه سازی ۲۰:۳۰، این کارگاه لغو شد.
مونا برزویی در روز چهارشنبه ۶ مهر ۱۴۰۱ ساعت ۹ شب در جریان خیزش ۱۴۰۱ ایران بازداشت شد. و بعد از ۸ روز بازداشت در سلول انفرادی، با قرار وثیقه و تا زمان برگزاری دادگاه، به‌طور موقت آزاد شد. او چند ترانه برای مهسا امینی نوشته بود و یکی از آن اشعار را با برداشتن حجاب در اینستاگرام دکلمه و منتشر کرد. همچنین ترانهٔ سرود زن از آثار اوست.

## ترانه‌ها
| خواننده                     | آلبوم              | ترانه                           | ترک | ترانه‌سرا                 | آهنگساز                                  | تنظیم                                    | تاریخ نشر  | ش.ص. تقدیر |
| --------------------------- | ------------------ | ------------------------------- | --- | ------------------------ | ---------------------------------------- | ---------------------------------------- | ---------- | ---------- |
| مهدی یراحی                  |                    | خاموشی                          | ۱   | مونا برزویی              | مسعود داهی                               | مهدی یراحی                               | ۱۴۰۳/۰۸/۲۵ |            |
| مهدی یراحی                  |                    | سرود زن                         | ۱   | مونا برزویی              | مهدی یراحی                               | مهدی یراحی                               | ۱۴۰۱/۰۷/۱۲ |            |
| مهدی یراحی                  |                    | وداع بعد از رفتن                | ۱   | مونا برزویی              | مهدی یراحی                               | مهدی یراحی                               | ۱۴۰۰/۰۸/۲۳ |            |
| مهدی یراحی                  | سه‌گانه اجتماعی دوم | لاک پشت                         | ۱   | مونا برزویی              | مهدی یراحی                               | کوشان حداد - مهدی یراحی                  | ۱۳۹۹/۰۹/۲۲ |            |
| گوگوش                       | تک ترانه           | دردِ من                          | ۱   | مونا برزویی              | بابک سعیدی                               |                                          | ۱۳۹۸/۰۸/۱۰ |            |
| مهدی یراحی                  | سه‌گانه عاشقانه اول | طلوع می‌کنم                      | ۱   | مونا برزویی              | مهدی یراحی                               | مهدی یراحی                               | ۱۳۹۸/۰۸/۲۳ |            |
| شادمهر عقیلی                | آدم‌فروش            | اشک من                          | ۳   | مونا برزویی              | شادمهر عقیلی                             | شادمهر عقیلی                             | ۱۳۸۲/۰۱/۰۱ | ۱۳         |
| شادمهر عقیلی                | آدم‌فروش            | وقتی که گفتی نرو                | ۶   | مونا برزویی              | شادمهر عقیلی                             | شادمهر عقیلی                             | ۱۳۸۲/۰۱/۰۱ | ۱۵         |
| شادمهر عقیلی                | تقدیر              | تقدیر                           | ۱   | مونا برزویی              | شادمهر عقیلی                             | شادمهر عقیلی                             | ۱۳۸۷/۰۸/۱۱ | ۱۰۱        |
| شادمهر عقیلی                | تقدیر              | مشکوک                           | ۳   | مونا برزویی              | شادمهر عقیلی                             | شادمهر عقیلی                             | ۱۳۸۷/۰۸/۱۱ |            |
| شادمهر عقیلی                | طرفدار             | اسمم داره یادم می‌ره             | ۲   | مونا برزویی              | شادمهر عقیلی                             | محمد ناهیدی                              | ۱۳۹۱/۰۵/۰۱ | ۱۶۳        |
| شادمهر عقیلی                | طرفدار             | حالم عوض می‌شه                   | ۳   | مونا برزویی              | شادمهر عقیلی                             | محمد ناهیدی                              | ۱۳۹۱/۰۵/۰۱ | ۱۴۵        |
| شادمهر عقیلی                | طرفدار             | طرفدار                          | ۴   | مونا برزویی              | شادمهر عقیلی                             | محمد ناهیدی                              | ۱۳۹۱/۰۵/۰۱ | ۱۶۱        |
| شادمهر عقیلی                | طرفدار             | خیلیا                           | ۶   | مونا برزویی              | شادمهر عقیلی                             | محمد ناهیدی                              | ۱۳۹۱/۰۵/۰۱ | ۱۵۷        |
| شادمهر عقیلی                | طرفدار             | زود تموم می‌شه                   | ۹   | مونا برزویی - مهدی ایوبی | شادمهر عقیلی                             | شادمهر عقیلی                             | ۱۳۹۱/۰۵/۰۱ | ۱۷۶        |
| شادمهر عقیلی                | تک آهنگ            | معروف                           | ۱   | مونا برزویی              | شادمهر عقیلی                             | آرون حسینی                               | ۱۳۹۴       | ۱۶۵        |
| احسان خواجه امیری           | فصل تازه           | خوشبختی                         | ۸   | مونا برزویی              | مهرداد نصرتی                             | احسان خواجه امیری                        | ۱۳۸۷       | ۱۰۵        |
| احسان خواجه امیری           | یه خاطره از فردا   | نمی‌دونم                         | ۱   | مونا برزویی              | مهرداد نصرتی                             | سیروان خسروی                             | ۱۳۸۹       | ۱۳۰        |
| سعید مدرس                   | زندگی              | زندگی ادامه داره                | ۱   | مونا برزویی              | سعید مدرس                                | سعید مدرس                                | ۱۳۸۶       | ۸۲         |
| سعید مدرس                   | زندگی              | وقتی رفتی (همیشه تنهام)         | ۲   | مونا برزویی              | سعید مدرس                                | سعید مدرس                                | ۱۳۸۶       | ۵۸         |
| سعید مدرس                   | زندگی              | عکس تو                          | ۳   | مونا برزویی              |                                          | سعید مدرس                                | ۱۳۸۶       | ۲۵         |
| سعید مدرس                   | زندگی              | چشمهای بارونی                   | ۴   | مونا برزویی              | سعید مدرس                                | سعید مدرس                                | ۱۳۸۶       | ۱۷۶        |
| سعید مدرس                   | زندگی              | معجزهٔ من                        | ۵   | مونا برزویی              | سعید مدرس                                | سعید مدرس                                | ۱۳۸۶       | ۶۲         |
| سعید مدرس                   | زندگی              | عادت                            | ۶   | مونا برزویی              |                                          | سعید مدرس                                | ۱۳۸۶       |            |
| سعید مدرس                   | زندگی              | عشق فارسی (موج دامن)            | ۷   | مونا برزویی              | سعید مدرس                                | سعید مدرس                                | ۱۳۸۶       | ۵۰         |
| سعید مدرس                   | زندگی              | من و تو                         | ۸   | مونا برزویی              | سعید مدرس                                | سعید مدرس                                | ۱۳۸۶       | ۴۵         |
| سعید مدرس                   | یک اتفاق خوب       | گریه نکن                        | ۱   | مونا برزویی              | سعید مدرس                                | سعید مدرس                                | ۱۳۸۸       | ۱۷۹        |
| سعید مدرس                   | یک اتفاق خوب       | من تو رو اشتباهی گرفتم          | ۲   | مونا برزویی              |                                          |                                          | ۱۳۸۸       | ۱۱۹        |
| سعید مدرس                   | یک اتفاق خوب       | یک اتفاق خوب                    | ۳   | مونا برزویی              | سعید مدرس                                | سعید مدرس                                | ۱۳۸۸       | ۱۱۵        |
| سعید مدرس                   | یک اتفاق خوب       | پشت شیشه                        | ۴   | مونا برزویی              | سعید مدرس                                | سعید مدرس                                | ۱۳۸۸       | ۱۲۴        |
| سعید مدرس                   | یک اتفاق خوب       | با من راحت باش (اشتیاق)         | ۵   | مونا برزویی              |                                          |                                          | ۱۳۸۸       | ۱۲۱        |
| سعید مدرس                   | یک اتفاق خوب       | تو همونی که صدام کرد            | ۶   | مونا برزویی              | سعید مدرس                                | سعید مدرس                                | ۱۳۸۸       | ۱۵۳        |
| سعید مدرس                   | یک اتفاق خوب       | برگرد به من                     | ۷   | مونا برزویی              |                                          |                                          | ۱۳۸۸       | ۲۷         |
| سعید مدرس                   | یک اتفاق خوب       | دنیای وارونه                    | ۸   | مونا برزویی              | سعید مدرس                                | سعید مدرس                                | ۱۳۸۸       | ۱۰۳        |
| سعید مدرس                   | تک ترانه           | یعنی الان کجاست؟                | ۱   | مونا برزویی              | سعید مدرس                                | سعید مدرس                                |            | ۱۳۷        |
| سعید مدرس                   | تک ترانه           | باید عشق را کنترل کرد (بی‌تفاوت) | ۱   | مونا برزویی              | سعید مدرس                                | سعید مدرس                                |            | ۱۳۹        |
| سعید مدرس                   | تک ترانه           | تصویری از تو                    | ۱   | مونا برزویی              | سعید مدرس                                | سعید مدرس                                |            | ۱۴۱        |
| سعید مدرس                   | تک ترانه           | فال (اسم کوچیکم)                | ۱   | مونا برزویی              | سعید مدرس                                | سعید مدرس                                | ۱۳۹۳       | ۸۰         |
| علی شاهعلی                  | تک ترانه           | منو نمی‌بینه (آخر دنیا)          |     | مونا برزویی              | سعید مدرس                                | یاسین ترکی                               | ۱۳۹۳       | ۹۵         |
| ابی                         | حس تنهایی          | بدبین                           | ۱   | مونا برزویی              | شادمهر عقیلی                             | محمد ناهیدی                              | ۱۳۸۹       | ۱۳۳        |
| رضا شیری                    | تک ترانه           | من کجای زندگیتم                 | ۱   | مونا برزویی              | سعید مدرس                                |                                          | ۱۳۸۷       | ۸۷         |
| عارف                        | تک ترانه           | کی بهتر از تو                   |     | مونا برزویی - افشین مقدم | Rahmat Alliov                            | سینا سالک                                | ۱۳۹۵/۰۸/۰۹ |            |
| علی لهراسبی                 | مثلث               | یه روز سرد پاییزی               | ۲   | مونا برزویی              | ملودی محمودی                             | امیر علیزاده                             | ۱۳۸۵/۱۰/۱۱ | ۱۹         |
| علی لهراسبی                 | چهارده ۱۴          | کوه                             | ۱۰  | مونا برزویی              | مهدی یراحی                               | مهدی یراحی                               | ۱۳۸۸/۰۱/۱۱ | ۱۱۳        |
| علی لهراسبی                 | تصمیم              | راه شمالی                       | ۱۰  | مونا برزویی              | بابک مافی                                | بابک مافی                                | ۱۳۹۰/۰۱/۱۱ | ۱۲۸        |
| علی لهراسبی                 | تصمیم              | راهرو                           | ۷   | مونا برزویی              | بابک مافی                                | بابک مافی                                | ۱۳۹۰/۰۱/۱۱ | ۱۵۵        |
| فریدون آسرایی               | تک ترانه           | سنگدل                           | ۱   | مونا برزویی              | بابک زرین                                | بهتاش زرین                               | ۱۳۹۵/۱۱/۲۵ |            |
| فریدون آسرایی و فرزاد فرزین | تک ترانه           | کمک کن                          | ۱   | مونا برزویی              | بابک زرین                                | بهتاش زرین                               | ۱۳۹۶/۰۱/۲۸ |            |
| فریدون آسرایی               | تک ترانه           | گیسو                            | ۱   | مونا برزویی              | بابک زرین                                | بهتاش زرین                               | ۱۳۹۶/۰۵/۰۴ |            |
| مجید اخشابی                 | تک ترانه           | تلافی                           | ۱   | مونا برزویی              | مجید اخشابی                              |                                          |            | ۸۴         |
| مجید اخشابی                 | تک ترانه           | ماه و پری                       | ۱   | مونا برزویی              | مجید اخشابی                              | مجید اخشابی                              | ۱۳۹۴/۰۴/۲۴ | ۹۹         |
| مجید اخشایی                 | تک ترانه           | فصل اقاقی                       | ۱   | مونا برزویی              | مجید اخشابی                              | مجید اخشابی                              | ۱۳۹۵/۰۲/۱۰ | ۵۶         |
| معین راهبر                  | تک ترانه           | شک ندارم                        | ۱   | مونا برزویی              | معین راهبر                               | معین راهبر                               | ۱۳۹۲/۰۳/۲۸ | ۶۶         |
| مهدی یراحی                  | تک ترانه           | دیوار                           | ۱   | مونا برزویی              | مهدی یراحی                               | خشایار احمدی                             | ۱۳۹۱/۰۴/۰۲ | ۱۵۹        |
| مهدی یراحی                  | امپراتور           | امپراتور                        | ۲   | مونا برزویی              | مهدی یراحی                               | مهدی یراحی                               | ۱۳۹۲/۰۷/۰۷ | ۱۷۷        |
| مهدی یراحی                  | مثل مجسمه          | سال درد                         | ۷   | مونا برزویی              | معین راهبر                               | معین راهبر                               | ۱۳۹۴/۰۴/۰۳ | ۱۹۱        |
| مهدی یراحی                  | سه‌گانه اجتماعی اول | سرسام                           | ۱   | مونا برزویی              | مهدی یراحی                               | سعید زمانی                               | ۱۳۹۷/۰۸/۲۰ |            |
| مهسا ناوی                   | تک ترانه           | نزدیک می‌شم                      | ۱   | مونا برزویی              | آرش قنادی                                | پیام شمس                                 | ۱۳۹۰/۰۴/۰۶ | ۱۴۹        |
| مهسا ناوی                   | تک ترانه           | یه غریبه                        | ۱   | مونا برزویی              | پیام شمس                                 | پیام شمس                                 | ۱۳۹۰/۰۸/۰۳ | ۱۵۱        |
| مهسا ناوی                   | تک ترانه           | قانون                           | ۱   | مونا برزویی              | وحید پویان                               | پیام شمس                                 | ۱۳۹۱/۰۹/۰۹ | ۱۷۲        |
| مهسا ناوی                   | تک ترانه           | مادر                            | ۱   | مونا برزویی              | وحید پویان                               | Roma Kanyan                              | ۱۳۹۳/۰۲/۲۱ | ۱۸۱        |
| مهسا ناوی                   | تک ترانه           | غرور                            | ۱   | مونا برزویی              | امیر حسین فیضی                           | شهراد امیدوار                            | ۱۳۹۷/۰۶/۰۲ |            |
| نیما علامه                  | تک ترانه           | آخرین دیدار (گرگ و میش)         |     | مونا برزویی              | نیما علامه                               | نیما علامه                               | ۱۳۹۱/۰۷/۱۷ | ۱۱۷        |
| آرمان گرشاسبی               | تک ترانه           | شب                              | ۱   | مونا برزویی              | اشکان آبرون - آرمان گرشاسبی - نیما رمضان | اشکان آبرون - آرمان گرشاسبی - نیما رمضان | ۱۳۹۶/۰۶/۲۵ |            |
| آرمان گرشاسبی               | تک ترانه           | آخرین یاد                       | ۱   | مونا برزویی              | اشکان آبرون                              |                                          | ۱۴۰۴/۰۲/۲۴ |            |
| فرزانه                      | تک ترانه           | دنیا مال مرداست                 | ۱   | مونا برزویی              | بهنام ک                                  | بهنام ک                                  | ۱۳۹۴/۰۳/۰۷ | ۱۱۱        |
| سارا علیپور                 | تک ترانه           | وقتی گفتی نرو                   | ۱   | مونا برزویی              | شادمهر عقیلی                             | شادمهر عقیلی                             | ۱۳۸۹/۰۸/۲۲ | ۱۵         |
| سارا علیپور                 | تک ترانه           | جنگ از راه دور                  | ۱   | مونا برزویی              | سارا علیپور                              | سارا علیپور                              | ۱۳۹۰/۱۱/۲۹ | ۹۳         |
| سارا علیپور                 | تک ترانه           | قفل (من تو رو اشتباهی گرفتم)    | ۱   | مونا برزویی              | سارا علیپور                              | سارا علیپور                              | ۱۳۹۲/۰۵/۲۴ | ۱۱۹        |
| سارا علیپور                 | تک ترانه           | نه                              | ۱   | مونا برزویی              | سارا علیپور                              | سارا علیپور                              | ۱۳۹۳/۰۱/۱۹ | ۶۹         |
| آینه                        | اعتراف             | می‌دونستی                        | ۳   | مونا برزویی              | حامد حنیفی                               | حامد حنیفی                               | ۱۳۹۱/۱۰/۲۴ | ۱۷۰        |
| ارغوان                      | تک ترانه           | گذشته من                        | ۱   | مونا برزویی              | ارغوان                                   | B.D Production                           | ۱۳۹۶/۰۹/۰۵ |            |